# A Vida É Irada, Vamos Curtir!
A Vida É Irada, Vamos Curtir! é uma série documental brasileira sobre a infância do surfista Pedro Scooby em Curicica, no Rio de Janeiro, e as viagens que ele fez após a sua saída da 22.ª temporada do Big Brother Brasil, além de trechos de competições de ondas gigantes em Portugal. A série será produzida e exibida pelo serviço de streaming Globoplay e pelo Canal Off, com lançamento em 20 de setembro de 2022.

## Sinopse
De Curicica até o BBB, a narrativa passa pela infância humilde de Pedro Scooby, a ascensão da carreira, a relação com a família, os filhos até a participação do atleta no reality.

## Produção

### Antecedentes
O surfista Pedro Scooby foi um dos grandes destaques da 22.ª temporada do Big Brother Brasil por conta de seu jeito brincalhão e atrapalhado, que rendeu diversos memes. Scooby quase chegou à final, mas foi eliminado dias antes da decisão. A produção da atração acompanhou o surfista desde a saída do atleta do reality show, registrando o reencontro com familiares e o carinho dos fãs.

### Anúncio e lançamento
A data de lançamento de A Vida É Irada, Vamos Curtir! foi anunciada em 10 de agosto de 2022, aniversário de 34 anos do surfista. O trailer exibe alguns gritos da ex-mulher do atleta, a atriz Luana Piovani, e até mesmo uma parte do discurso que Tadeu Schmidt fez no dia que ele foi eliminado do Big Brother Brasil.
A princípio, a atração seria exibida apenas pelo Canal Off, que tem um recorte especial para o mundo do surfe. O documentário, no entanto, foi anunciado também no catálogo do Globoplay.

## Elenco
- Pedro Scooby
- Gracinda Mota
- João Vitor Vianna
- Cíntia Dicker
- Luana Piovani
- Paulo André Camilo
- Douglas Silva

## Episódios
| Temporada | Temporada | Episódios | Episódios | Originalmente exibido  | Originalmente exibido |
| Temporada | Temporada | Episódios | Episódios | Estreia da temporada   | Final da temporada    |
| --------- | --------- | --------- | --------- | ---------------------- | --------------------- |
|           | 1         | 4         | 4         | 20 de setembro de 2022 | 11 de outubro de 2022 |

### 1.ª temporada
| N.º | Título                     | Dirigido por      | Escrito por      | Exibição original      |
| --- | -------------------------- | ----------------- | ---------------- | ---------------------- |
| 1 | "De Curicica para o Mundo" | Rodrigo Abranches | Helena de Castro | 20 de setembro de 2022 |
| Em Curicica, berço de Scooby, conhecemos sua história de infância e vemos como a ausência paterna mudou a vida da família. Também acompanhamos sua rotina com os filhos, em Cascais. |                            |                   |                  |                        |
| 2 | "Abençoado"                | Rodrigo Abranches | Helena de Castro | 27 de setembro de 2022 |
| A personalidade irreverente de Scooby dentro do mundo do surfe e durante o BBB. Os amigos Paulo André e Douglas Silva falam sobre a parceria formada pelo trio ao longo do reality.  |                            |                   |                  |                        |
| 3 | "Modo Scooby"              | Rodrigo Abranches | Helena de Castro | 4 de outubro de 2022   |
| A importância do rap na vida de Scooby e o início da carreira profissional no surfe, das primeiras pranchas às ondas gigantes. Episódio com participação de L7, Papatinho e Medina.  |                            |                   |                  |                        |
| 4 | "Por um Triz"              | Rodrigo Abranches | Helena de Castro | 11 de outubro de 2022  |
| O acidente em Nazaré que quase tirou a vida de Scooby narrado pela visão do surfista e de quem o resgatou. Scooby tem uma conversa com Dom sobre a importância de superar os medos.  |                            |                   |                  |                        |